# إلى الأبد (فلم 1921)
إلى الأبد (بالإنجليزية: Forever) هو فيلم أبيض وأسود درامي رومانسي أمريكي صامت إنتاج عام 1921، يُعرف أيضًا باسم بيتر إبيتسون ، كتبه أويدا بيرجير وأخرجه جورج فيتزموريس. تم اقتباسها من رواية بيتر إبيتسون للكاتب جورج دو مورييه عام 1891 ، والتي تم تحويلها إلى مسرحية تحمل الاسم نفسه لجون إن. رافائيل. تم الاحتفاظ بالنسخة الوحيدة المتبقية حتى السبعينيات من قبل دوروثي دافنبورت أرملة والاس ريد ، والتي تبرعت بها لأرشيف متحف، ولكن الفيلم يعتبر الآن ضائعًا.

## ملخص الفيلم
بيتر إبيتسون يتيم قام بتربيته على يد عمه الكولونيل إبيتسون. عندما يهين العقيد والدته المتوفاة ، يهاجمه بيتر ويطلب منه الخروج من المنزل. ثم يلتقي الشاب بحبيبة طفولته ميمسي وتتجدد مشاعرهم الرومانسية، لسوء الحظ تزوج ميمسي لكنهما يواصلان علاقة حب في أحلامهما. تستمر علاقة أحلامهم على مر السنين ، حتى بعد أن قتل بيتر زوجها دوق تاويرس، وحُكم عليه بالسجن مدى الحياة.

## فريق التمثيل
- والاس ريد في دور بيتر إبيتسون
- إلسي فيرغسون في دور ممسي
- مونتاغو لوف في دور العقيد إبيتسون
- جورج فوسيت في دور دوكيسنوا
- دولوريس كاسينيلي في دور دولوريس
- بول مكاليستر في دور سيراكيير
- إليوت دكستر في دور باسكيير
- باربرا دين بدور مدام باسكير
- نيل روي باك في دور ميمسي الطفل
- تشارلز إيتون في دور جوجو الطفل
- جيروم باتريك في دور دوق تاويرس

## روابط خارجية
- مقالات تستعمل روابط فنية بلا صلة مع ويكي بيانات
- إلى الأبد  في قاعدة بيانات الأفلام على الإنترنت (بالإنجليزية)
- Progressive Silent Film List: Forever at silentera.com